# الظرافية (إب)

تعديل مصدري - تعديل

الظرافية محلة تابعة لقرية نقيل السنف، التابعة لعزلة بلادشار بمديرية إب إحدى مديريات محافظة إب في الجمهورية اليمنية.، بلغ تعداد سكانها 189 حسب تعداد اليمن لعام 2004.